# Petr Piťha
Petr Piťha (* 26. března 1938, Praha) je český katolický kněz, bohemista, lingvista a pedagog. V letech 1992–1994 zastával post ministra školství v první vládě Václava Klause, kam byl delegován coby nestraník Křesťanskodemokratickou stranou. Papež František jej 13. listopadu 2015 jmenoval kaplanem Jeho Svatosti. V letech 2012–2022 zastával úřad probošta Kolegiátní kapituly Všech svatých na Hradě pražském. 
Je autorem řady odborných a populárně naučných knih z oblasti výchovy, učení a lingvistiky a jedním ze zakladatelů české matematické lingvistiky. Mimo to sepsal řadu životopisů významných osobností katolické církve, např. sv. Jana Nepomuka Neumanna, Zdislavy z Lemberka či Jana Sarkandera.
Za své dílo obdržel řadu ocenění, mimo jiné New Europe Prize, Komenského medaili UNESCO a medaili Za zásluhy.

## Život
V letech 1957–1966 vystudoval český jazyk, obecnou lingvistiku a historii na FF UK, roku 1966 získal titul kandidáta věd. Soukromě vystudoval katolickou teologii, na kněze byl tajně vysvěcen roku 1969 v Nizozemsku pro diecézi Breda. Začátkem 70. let 20. století působil v Leidenu. V roce 1988 a znovu v akademickém roce 1994–95 působil na Netherlands Institute for Advanced Study in the Humanities and Social Sciences (NIAS).
V letech 1962–1990 působil na MFF UK a spolu s Petrem Sgallem, Jarmilou Panevovou a Evou Hajičovou se zasloužil o zrod oboru matematická lingvistika. V roce 1991 se na brněnské Masarykově univerzitě habilitoval v oboru bohemistika a téhož roku na podzim byl navržen na profesora v oboru dějiny a teorie kultury (obojí všemi hlasy). V r. 1992 byl prezidentem V. Havlem profesorem jmenován. Od roku 1990 byl vedoucím katedry občanské výchovy na PedF UK, od roku 1992 jako profesor. Reformoval studium učitelství v tomto oboru a zpracoval vzdělávací projekt „Obecná škola“ pro základní školy.
Roku 1998 odešel do důchodu a věnuje se kněžskému povolání. Od září 2012 do října 2022 zastával úřad probošta Kolegiátní kapituly Všech svatých na Hradě pražském.

### Kritika Istanbulské úmluvy
Mons. Petr Piťha přednesl 28. září 2018 v katedrále sv. Víta u příležitosti svátku svatého Václava a za přítomnosti kardinála Duky kázání, ve kterém ostře kritizoval tzv. Istanbulskou úmluvu. Tato mezinárodní smlouva by měla vést k prevenci, ochraně obětí a stíhání pachatelů násilí na ženách a domácího násilí. Podle kázání Mons. Piťhy dokument ale povede k rozvratu tradiční rodiny, jak ji známe. V závěru svého kázání uvedl, co by občany čekalo po zavedení dokonale zvrácených zákonů, přičemž jmenoval roztrhání a rozehnání rodin, odebrání, prodání a věznění dětí, deportace do nápravně-výchovných pracovních táborů vyhlazovacího charakteru či prohlášení homosexuálů za nadřazenou vládnoucí třídu. Na kázání Mons. Piťhy reagoval server Manipulátoři.cz článkem Jana Cempera z 5. října, v němž vyjádřil obavu, že Římskokatolická církev straší své věrné, a podezření, že pasáž o následcích přijetí úmluvy zavání šířením poplašné zprávy. Arcibiskupství pražské se v reakci o vyjádření k Piťhovu kázání odkázalo na společné stanovisko církví z června 2018, kdy úmluvu označily za nepotřebnou a nepřínosnou pro členy EU. Zároveň se svým způsobem od kázání distancovalo, když kázání označilo za Piťhova slova, nikoliv vyjádření arcibiskupství. Tiskový mluvčí Stanislav Zeman se nedomníval, že by monsignor chtěl svým projevem šířit strach. Kardinál Duka jako předseda České biskupské konference Mons. Piťhu v souvislosti s kázáním podpořil. Kněz Tomáš Halík ve svém komentáři Prodavači strachu označil Piťhovo kázání za skandální a ostudné, literární historik Martin C. Putna v něm viděl šíření konspiračních teorií. Václav Klaus popsal kázání prof. Piťhy jako „silná, jasná, potřebná slova“, jako „katalyzátor naší doby“.

#### Trestní oznámení
Ve čtvrtek 11. října 2018 Česká ženská lobby oznámila podání trestního oznámení na Petra Piťhu pro úmyslné šíření poplašné zprávy, protože se ani jedno ze zmiňovaných tvrzení Piťhy nezakládalo na pravdě a ani nevyplývalo z úmluvy či její důvodové zprávy. Státní zastupitelství pro Prahu 1 odmítlo trestní oznámení jako neodůvodněné, protože nebylo shledáno podezření z trestného činu. Zároveň však potvrdil stanovisko České ženské lobby, že Piťhova slova jsou dezinterpretací a nemají žádný podklad v textu Istanbulské úmluvy.

## Ocenění
Za své zásluhy byl oceněn New Europe Prize (1994), Komenského medailí UNESCO (1994), cenou MŠMT, Pamětní medailí UK a státním vyznamenáním Za zásluhy (2011). Roku 2019 odmítl ocenění udělované 28. října z rukou prezidenta republiky. Univerzita Hradec Králové mu v roce 2012 udělila čestný doktorát pedagogických věd a Zlatou medaili univerzity.